# Relexification et resyntactification
La relexification et la resyntactification sont deux modèles explicatifs distincts  du changement linguistique accéléré qui, partant d'un état donné d'une langue, amène la formation de nouvelles variétés linguistiques :
- la relexification renouvelle le lexique en conservant intacte la syntaxe d’origine ;
- la resyntactification renouvelle la syntaxe, laissant le lexique inchangé.

Le type de changement dépend du contexte social dans lequel s’élabore la nouvelle variété. Le remodelage de la syntaxe d’une variété linguistique est liée à l’élaboration d’une koinè véhiculaire universellement accessible à une population nouvellement constituée d’origines linguistiques diverses. Le processus d’élaboration d’une variété relexifiée, par contre, n’exige aucun changement de langue de la part des locuteurs mais résulte, au contraire, de pratiques sociales fermées caractéristiques de l’édification d’une identité collective séparée.
On qualifie les produits de la resyntactification de « créoles » quand ceux-ci deviennent une langue maternelle pour certains locuteurs, et de « pidgins » quand ce n’est pas le cas. Dans le cas de la relexification, on parle de « jouals » lorsque le nouveau lexique a été élaboré sur le modèle d’une autre langue, étrangère à la communauté, et d’« argots » lorsqu'il résulte d’une transformation interne à la langue considérée. 
Toute langue étant essentiellement du vocabulaire coulé dans une syntaxe, relexification et resyntactification, de par leur modus operandi, sont mutuellement exclusifs. Il découle de leur incompatibilité qu’un créole ou un pidgin n’est pas un joual ou un argot et qu’un joual ne peut pas être un créole. Cependant, les véritables cas de relexification ont été peu documentés de sorte que le phénomène reste mal exploré. La récupération récente de cette notion par la créologie peut aboutir à reclasser certains créoles comme non créoles sans que les créologues ne s'en aperçoivent réellement.